# Terphothrix postropaea
Terphothrix postropaea är en fjärilsart som beskrevs av Dyar 1914. Terphothrix postropaea ingår i släktet Terphothrix och familjen tofsspinnare. Inga underarter finns listade i Catalogue of Life.